# The Moral Deadline
The Moral Deadline è un film muto del 1919 diretto da Travers Vale. La sceneggiatura di Lucien Hubbard si basa su un soggetto di Earle Mitchell. Prodotto e distribuito dalla World Film, era interpretato da June Elvidge, Frank Mayo, Ned Burton, Grace Stevens.

## Trama
Al Central Park, Evelyn Merrill, una giovane commessa, perde il cappello portatole via da un colpo di vento e viene aiutata a recuperarlo da un gentile giovanotto che le dà, inavvertitamente, un biglietto da visita non suo. Dopo alcuni appuntamenti, i due si sposano ma lui, figlio di un ricco finanziere, temendo la reazione del padre a quel matrimonio, non ha mai chiarito con Evelyn l'equivoco del suo falso nome. John Oaker, il padre, venuto a sapere di quelle nozze, convince Hal, il figlio, a lasciare la moglie per un anno, così da mettere alla prova la forza del loro amore. Tenta, poi, senza successo, di comprare Evelyn, pagandola affinché divorzi dal figlio. Hal, intanto, sparisce nel nulla.  Evelyn, che aspetta un bambino, deve arrangiarsi per vivere. Il neonato si ammala gravemente e lei, per pagarne le costose cure, deve adattarsi a lavorare in un locale malfamato dell'Eastside in cui, un giorno fa irruzione la polizia con al seguito la Lega contro il vizio guidata dalla madre di Hal. La povera Evelyn sembra perduta ma, inaspettatamente, ricompare Hal: la sua scomparsa era dovuta al fatto che, al porto, era stato rapito e imbarcato a forza su una nave come marinaio. Quando finalmente era riuscito a fuggire, era tornato. E ora difende la moglie dalle ingiuste accuse, chiedendole perdono per non essere stato sincero con lei e averla abbandonata.

## Produzione
Il film fu prodotto dalla World Film.

## Distribuzione
Il copyright del film, richiesto dalla World Film Corp., fu registrato il 6 febbraio 1919 con il numero LU13417. Distribuito dalla World Film, il film uscì nelle sale cinematografiche statunitensi il 24 febbraio 1919.
Non si conoscono copie ancora esistenti della pellicola che viene considerata presumibilmente perduta.